# フリオ・リナレス
フリオ・マイリニ・リナレス・リホ（Julio Mairini Linares Rijo, 1940年12月26日 - ）は、プエルトリコ出身の元プロ野球選手（内野手）。右投右打。
生年は「1941年」、出身地は「ドミニカ共和国サンペドロ・デ・マコリス出身」とする資料も存在する。
息子のロドニー・リナレスも元プロ野球選手（内野手）であり、引退後にはフリオと同じく野球指導者となっている。

## 経歴
1960年にサンフランシスコ・ジャイアンツ傘下のマイナーチームに入団。AAA級フェニックス・ジャイアンツを経て1971年、大洋ホエールズに入団した。オープン戦では8打数2安打、1本塁打2打点の成績をあげるが、公式戦は4月21日の広島東洋カープ戦（川崎球場）で代打として出場したのみで、シーズン中に退団した。その後はAAA級フェニックスに復帰し、1973年までプレーした。その後はヒューストン・アストロズ傘下のマイナーチームのコーチを務めた。
選手としてメジャーへの昇格はなかったが、1994年から1996年にかけてアストロズのコーチを務めている。

## 詳細情報

### 年度別打撃成績
| 年 度     | 球 団     | 試 合 | 打 席 | 打 数 | 得 点 | 安 打 | 二 塁 打 | 三 塁 打 | 本 塁 打 | 塁 打 | 打 点 | 盗 塁 | 盗 塁 死 | 犠 打 | 犠 飛 | 四 球 | 敬 遠 | 死 球 | 三 振 | 併 殺 打 | 打 率 | 出 塁 率 | 長 打 率 | O P S |
| --------- | --------- | ----- | ----- | ----- | ----- | ----- | -------- | -------- | -------- | ----- | ----- | ----- | -------- | ----- | ----- | ----- | ----- | ----- | ----- | -------- | ----- | -------- | -------- | ----- |
| 1971      | 大洋      | 1     | 1     | 1     | 0     | 0     | 0        | 0        | 0        | 0     | 0     | 0     | 0        | 0     | 0     | 0     | 0     | 0     | 0     | 0        | .000  | .000     | .000     | .000  |
| 通算：1年 | 通算：1年 | 1     | 1     | 1     | 0     | 0     | 0        | 0        | 0        | 0     | 0     | 0     | 0        | 0     | 0     | 0     | 0     | 0     | 0     | 0        | .000  | .000     | .000     | .000  |

### 背番号
- 30 （1971年）
- 1 （1994年 - 1996年）